# Canarium schweinfurthii
Espèce
Canarium schweinfurthii, l'Élémier d'Afrique, est une espèce d'arbres de la famille des Burseraceae. Espèce d'Afrique tropicale, on le trouve dans les forêts d'Afrique de l'Ouest, d'Afrique centrale et de l'Est. La plante est dioïque avec des inflorescences blanches en panicules et le fruit est une petite drupe violacée ovale. Le bois ou la résine de l'arbre sont exploités pour l'usage industriel ou artisanal et les fruits ou les racines entrent dans des préparations culinaires ou médicinales.

## Dénominations
- Nom scientifique valide : Canarium schweinfurthii Engl.[1],
- Nom vulgaire (vulgarisation scientifique) recommandé ou typique en français : élémier d'Afrique[2]
- Autres noms vulgaires ou noms vernaculaires (langage courant) pouvant désigner éventuellement d'autres espèces en français : élémi de Moahum, élémi d'Ouganda[3],[4]

Autres langues : white mahogany, African canarium, purple canary tree, bush candle tree  et gum resin tree. Au Cameroun, les Bassa l'appellent "héhé", les Bangangté "mbeu" et les Béti "abel".

## Synonymes
Synonymes botaniques :
- Boswellia occidentalis A. Chev. ex Guillaumin[5],
- Canarium occidentale A.Chev.[6],[7],[5],
- Canarium thollonianum Guillaumin[6],[7],[5],
- Canarium chevalieri Guillaum.[7],[5],
- Canarium khiala A.Chev.[7],[5],
- Canarium velutinum Guillaum.[7],[5].

## Classification
Cette espèce a été décrite en 1906 par le botaniste allemand Adolf Engler (1844-1930). L'épithète spécifique schweinfurthii signifie « de Schweinfurth », en hommage au botaniste germano-balte Georg August Schweinfurth, explorateur de l'Afrique noire et récolteur de l'isotype au Soudan en 1870.

## Habitat et répartition
L'espèce Canarium schweinfurthii est originaire d’Afrique tropicale. On la trouve dans les forêts tropicales humides, des forêts riveraines des cours d'eau et les transitions forestières qui vont du Sénégal à l’ouest de Cameroun, et même jusqu’en Éthiopie, en Tanzanie et en Angola. Cette plante préfère des altitudes de 0  à   1 600 m et une précipitation annuelle entre 900  et   2 200 mm en moyenne.

## Description

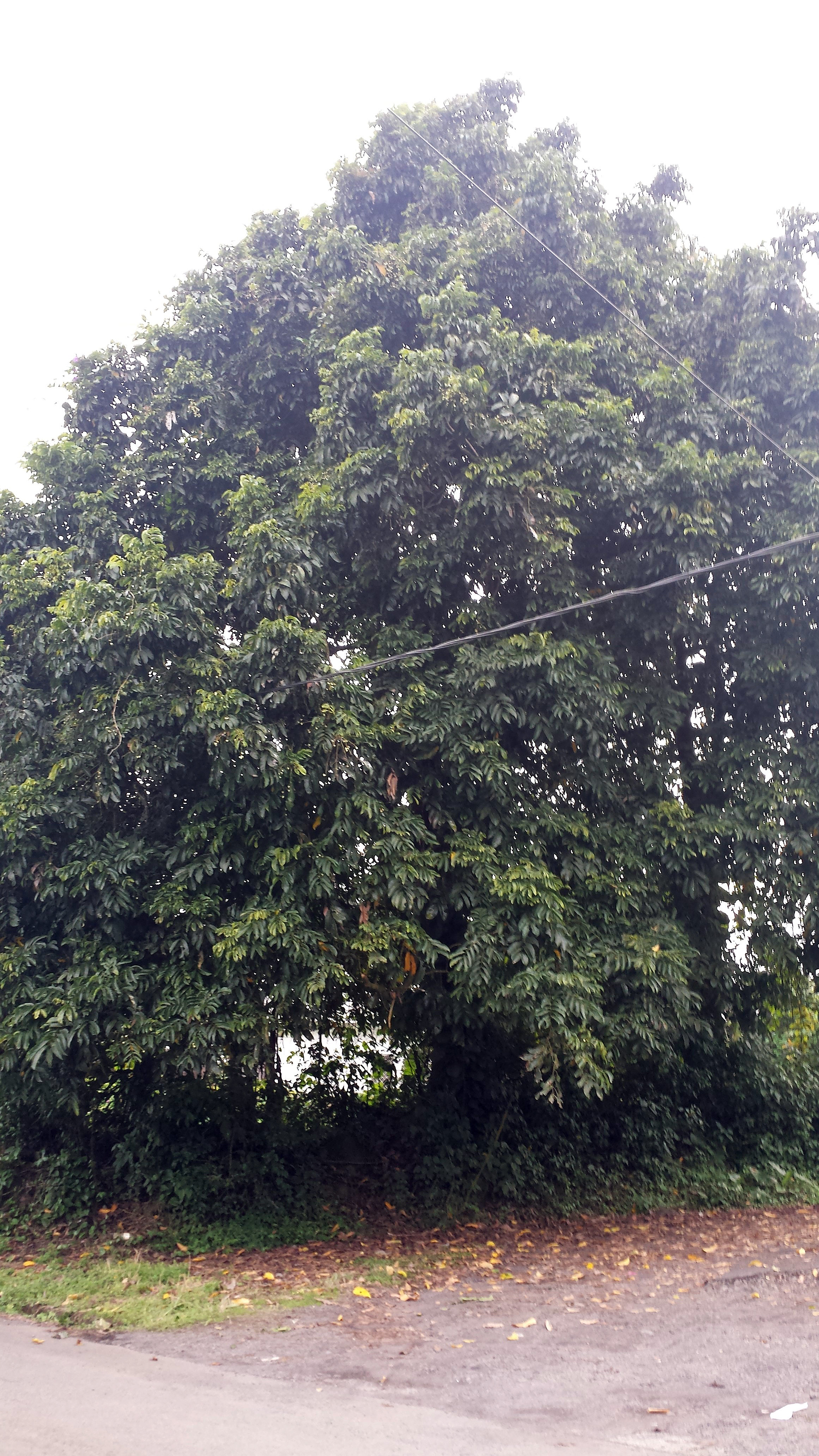
Canarium schweinfurthii dans une Zone urbaine

C'est un arbre de grande taille qui atteint une hauteur de 45 mètres et un diamètre de 150 cm. L’arbre a un tronc lisse, droit et cylindrique avec un houppier disposant de beaucoup de branches constituées de larges feuilles regroupées sous forme d'étoiles. Quand l'arbre est jeune, l’écorce est épaisse et lisse. L'écorce se fendille longitudinalement, s’exfolie en écailles et se fissure à l’âge adulte. Les coupes très odorantes sont rougeâtres, roses ou d’un brun clair et exsudent une résine translucide et gluante de couleur blanche à jaune qui se solidifie. L’aubier est souvent épais jusqu’à 15 cm avec une couleur blanche et des reflets roses. Le cœur du bois est rose après la coupe mais change en brun clair d’acajou.

### Feuillage
Ses feuilles sont composées impari-pennées, alternes, stellées en dizaine au bout des rameaux. Les feuilles d'une longueur de 15  à   65 cm ont 8 à 12 paires des folioles souvent opposées, oblongues, cordiformes à la base, d’une longueur de 5-20 cm et une largeur de 3-6 cm. Les folioles inférieures sont plus grandes que celles de la partie supérieure.

### Floraison
Canarium schweinfurthii est une espèce dioïque avec des fleurs unisexuées de couleur blanc onctueux qui atteignent 30 cm de long. Pendant l’inflorescence, celles-ci se déroulent sous les feuilles. Les fleurs ont 1 cm de longueur. Les feuilles sont caduques en saison sèche. En fonction des régions, la floraison a lieu de juillet à août ou de décembre à mars de chaque année.

### Fructification
Le fruit est une petite drupe ellipsoïde et violacée d'une longueur 3-4 cm long et d'une largeur de 1-2 cm. Le fruit a un noyau épais, osseux et trigone qui libère trois graines quand il est fendu. Les graines sont principalement disséminées par des calaos et des éléphants. En fonction des régions, la récolte des fruits a lieu entre avril et septembre, de février à mars ou juin à août.
Autre graphie : Canarium schweinfurtii Engl.

## Utilisations
Canarium schweinfurthii est un arbre à usages multiples. Les parties les plus utilisées sont les fruits, les feuilles, l’écorce et le bois.

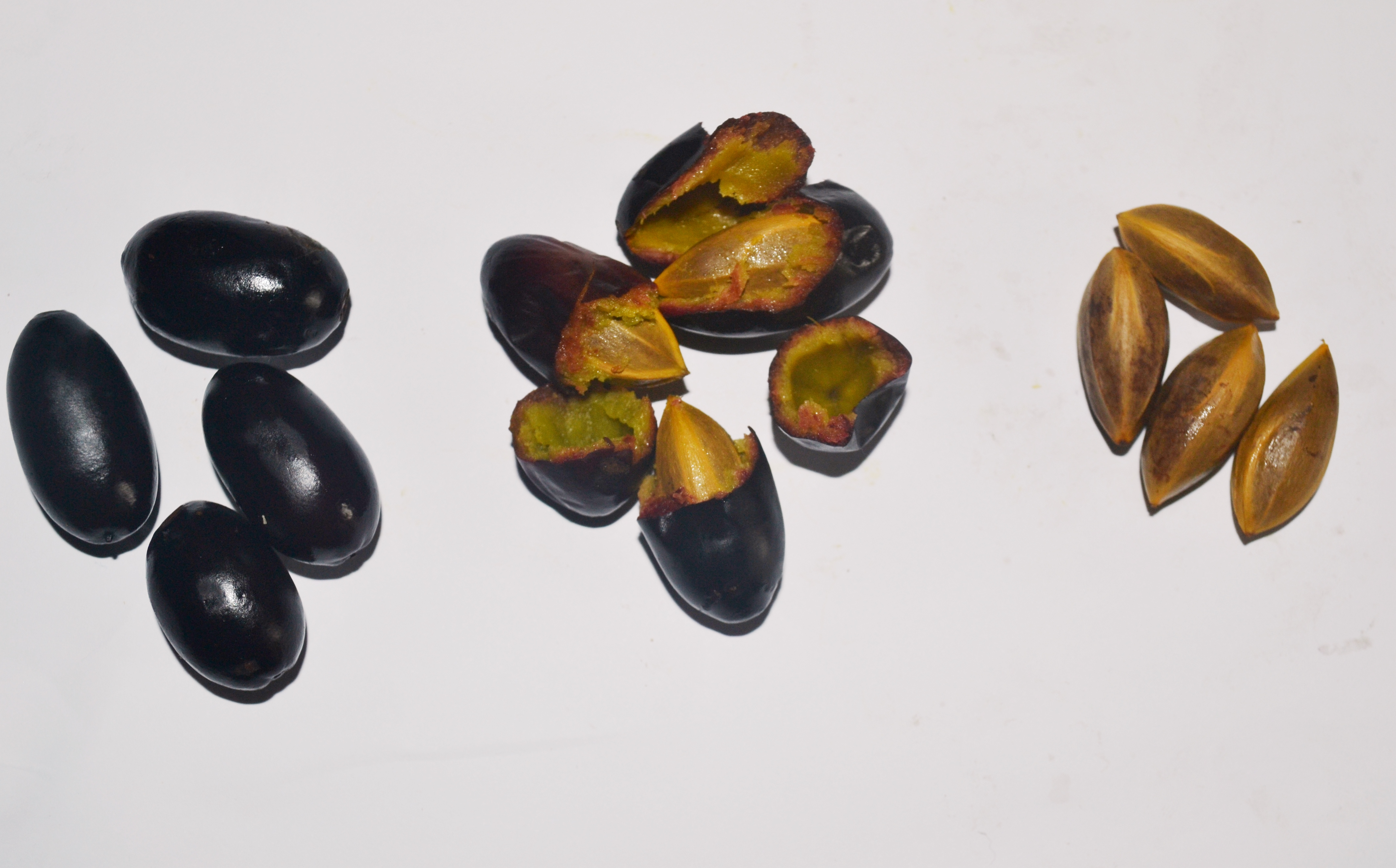
Fruit, pulpe et noyau du Canarium schweinfurthii

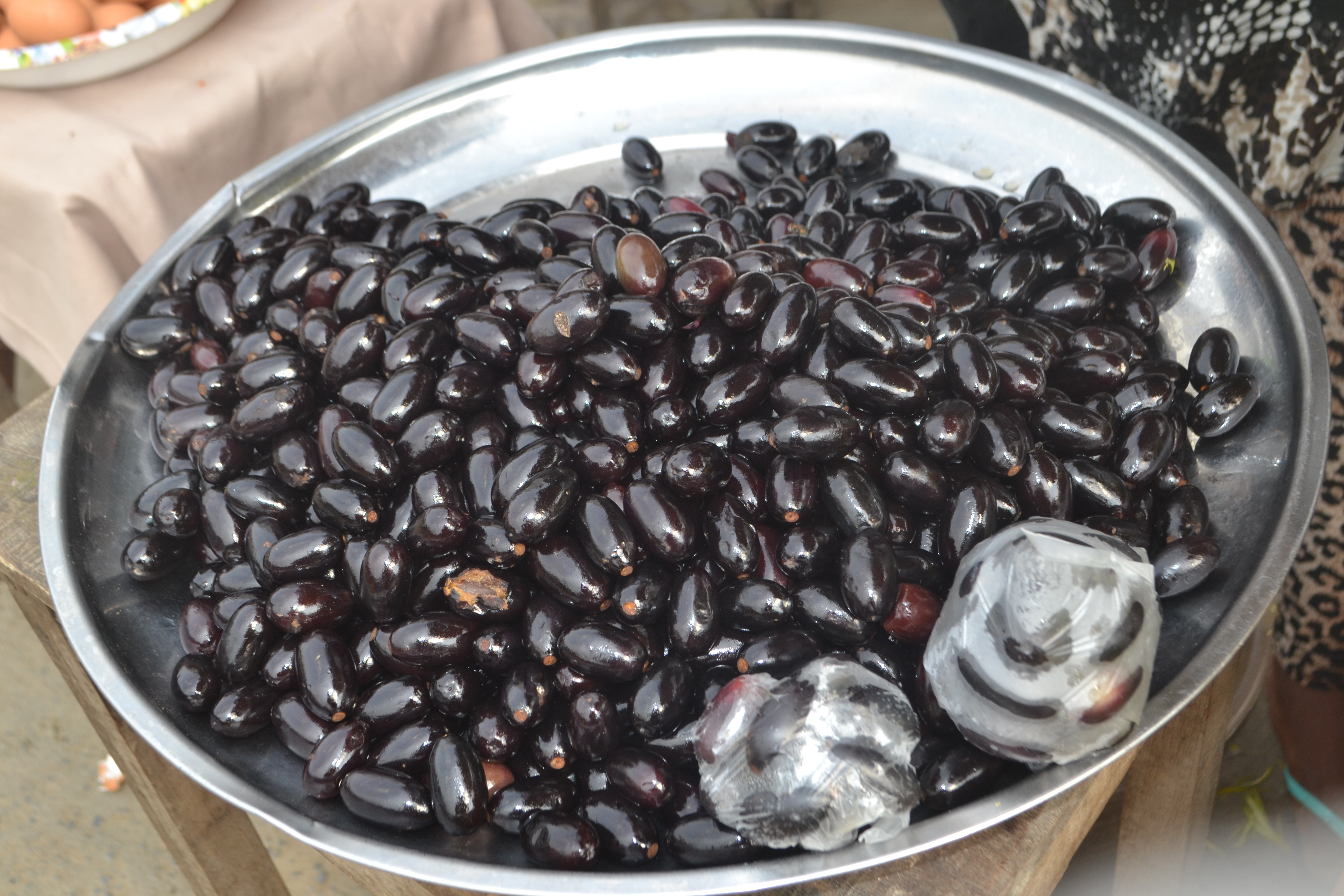
Fruits cuits

### Consommation
Les fruits de Canarium schweinfurthii se mangent comme ceux de Dacryodes edulis. La graine est oléagineuse et est très consommée dans l'Ouest du Cameroun. La pulpe verdâtre est huileuse et comestible. Elle est consommée crue, après cuisson à l'eau chaude, ou grillée sous la cendre. L’huile contient 71 % d’acide palmitique et 18 % d’acide oléique. Au Nigeria, l’huile des graines également comestible est bouillie pour préparer un beurre végétal ou huile alimentaire qui peut remplacer le beurre de karité. Les acides contenus dans les graines sont à 36 % oléiques, 28 % linoléiques, 26 % palmitiques et 7 % stéariques.

### Industrie et artisanat
Les graines sont utilisées dans la fabrication des bijoux et des instruments de musique. Au Gabon, on fait des boîtes cylindriques à partir de l’écorce des jeunes arbres. Au Gabon, l’écorce des jeunes arbres est utilisée pour fabriquer des boîtes cylindriques.
La résine de Canarium schweinfurthii est parfois utilisée comme bougies, torches ou en fumigène pour éloigner les moustiques, car la résine qui contient 8 à 20 % d'huile flambe bien et dégage une forte fumée. La poudre collectionnée en brûlant la résine est utilisée dans les tatouages. La résine est aussi utilisée pour la réparation des pots, le colmatage des pirogues et la fixation des pointes des flèches.
Le bois de C. schweinfurthii est utilisé comme bois de chauffe. Il s’allume rapidement et génère une bonne chaleur. Bien que son bois sèche lentement et soit parfois affecté par les insectes, on l'utilise aussi comme substitut de l’acajou ou de l'okoumé. Dans l’industrie du bois, il est aussi utilisé pour la fabrication des feuilles de placage, de contre-plaqués, de parquets, des meubles, etc. Dans certaines régions, on l’utilise pour la construction des pirogues, des auges, des planches et des mortiers.
Les arbres de C. schweinfurthii servent aussi comme ombrage, abri contre les vents et pour la décoration.

### Usage médicinal
Avant[Quand ?], la résine était exportée en Europe pour la fabrication des gazes[Quoi ?]. Le bouillon de l’écorce est utilisé contre la dysenterie, la gonorrhée, la toux, les problèmes de l’estomac et d’autres maladies. La résine est appliquée contre les infections vermineuses et parasitiques. Les épluchures des racines sont également utilisées. Les feuilles bouillies sont utilisées en décoction avec d’autres plantes pour soigner la toux. L'huile extraite des graines grillées et moulues sert pour le traitement des maladies dermatologiques. L’écorce bouillie est utilisée en décoction contre l’hypertension. Les propriétés émollientes, diurétiques et stimulantes de la résine de Canarium schweinfurthii sont aussi évoquées. Chez les  Bassa, la résine était fondue et collée au fond des calebasses pour améliorer la qualité de l’eau potable. Elle est brûlée comme encens et intervient également dans certains rites magiques.

## Culture et exploitation
C. schweinfurthii est approprié pour la polyculture car elle n'est pas en compétition avec les autres plantes utiles. Pour la propagation, on doit laisser pourrir les fruits mûrs sur place. Les graines des fruits sont séparées de la peau des fruits afin de conserver les graines plus longtemps. La domestication traditionnelle de la plante étant inexistante, des efforts de recherche sont entrepris pour favoriser la production agricole de cette plante.